# Czeriemuchowo (obwód królewiecki)
Czeriemuchowo (ros. Черемухово) – osiedle w Rosji, w obwodzie królewieckim, w rejonie prawdińskim. W 2010 liczyło 68 mieszkańców.